# Luca Parlato

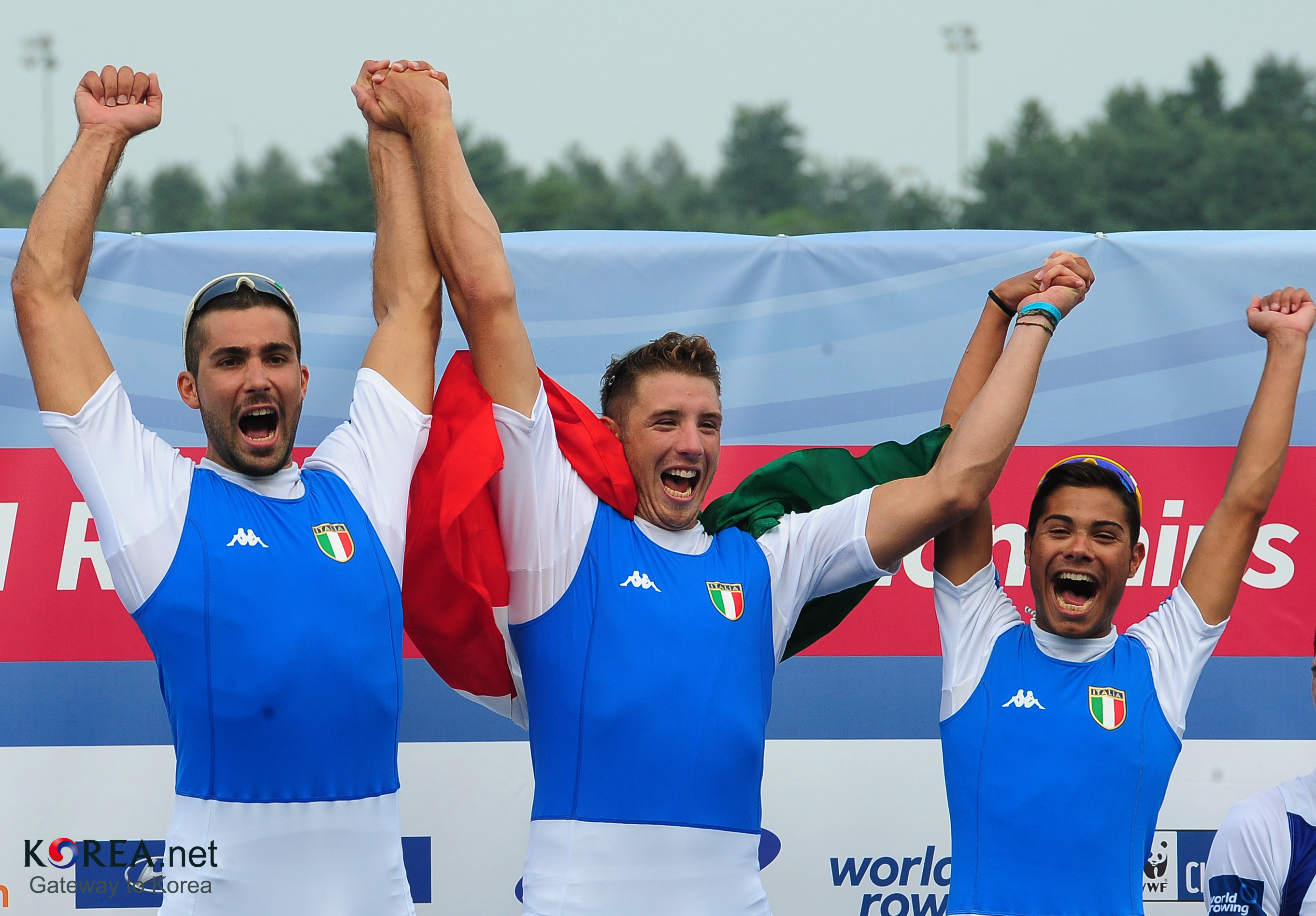
Die Weltmeister 2013 von links nach rechts: Luca Parlato, Vincenzo Abbagnale und Enrico D’Aniello

Luca Parlato (* 25. Juni 1991 in Vico Equense) ist ein italienischer Ruderer. Er gewann 2013 den Weltmeistertitel im Zweier mit Steuermann.
Luca begann 2006 mit dem Rudersport. Der 1,90 m große Ruderer tritt für den Verein Circolo Nautico Stabia an.
Mit dem italienischen Achter gewann er die Bronzemedaille bei den Junioren-Weltmeisterschaften 2009. 2010 und 2011 erreichte er mit dem Achter jeweils das B-Finale bei den U23-Weltmeisterschaften. Ebenfalls ins B-Finale ruderte Parlato bei den Ruder-Europameisterschaften 2013, erneut im Achter. Bei den U23-Weltmeisterschaften gewann er zusammen mit Vincenzo Abbagnale, Mario Cuomo, Massimiliano Rocchi und Steuermann Andrea Kiraz den Titel im Vierer mit Steuermann. Für die Ruder-Weltmeisterschaften 2013 wechselten Parlato und Abbagnale mit Steuermann Enrico D’Aniello in den Zweier; in dieser nicht mehr olympischen Bootsklasse gewannen sie den Weltmeistertitel vor den Booten aus Deutschland und Frankreich.
Nach einem Jahr Wettkampfpause trat Parlato 2015 im Weltcup im Vierer ohne Steuermann und im Achter an, erreichte aber jeweils nur das B-Finale. Bei den Weltmeisterschaften 2015 belegte er mit Emanuele Liuzi und Steuermann Andrea Riva den siebten Platz im Zweier mit Steuermann. 2016 trat Parlato in Varese im Weltcup an und belegte mit dem ungesteuerten Vierer den zehnten Platz. 2017 ruderte Parlato im italienischen Achter, der bei den Europameisterschaften den achten Platz und beim Weltcupfinale in Luzern den siebten Platz belegte. Bei den Weltmeisterschaften 2017 erreichte der italienische Achter dann das A-Finale und gewann dort hinter den Deutschen und den US-Ruderern die Bronzemedaille. Bei den Weltmeisterschaften 2018 wurde er mit dem Achter fünfter. Auch 2019 startete er im italienischen Achter und belegte bei den Europameisterschaften einen sechsten Platz und bei den Weltmeisterschaften einen elften Platz.